# Parti populaire (Lettonie)
Pour les articles homonymes, voir Parti populaire.
Le Parti populaire (en letton, Tautas partija) était un parti politique conservateur letton.

## Présentation
Il se définit comme conservateur et fut membre du Parti populaire européen.
Il a été créé en 1998 par Andris Šķēle (congrès fondateur : le 2 mai 1998 à Rēzekne). Il a immédiatement gagné les élections de la VIIe législature du Saeima avec 24 députés.
Il a obtenu 20 députés au Saeima en 2002 et 23 en 2006 dont Raimonds Pauls, un célèbre musicien letton.
Depuis le 2 décembre 2004, Aigars Kalvītis, son dirigeant, est premier ministre.
En juin 2004, il a obtenu 38 324 voix — 1 député européen — 6,65 % aux élections du Parlement européen, qu'il perd en obtenant moins de 3 % des voix le 6 juin 2009.
Afin d'éviter à devoir rembourser un million de lats (frais de campagne), le parti s'est dissout par décision de son congrès le 9 juillet 2011.